# یوستوس موزر

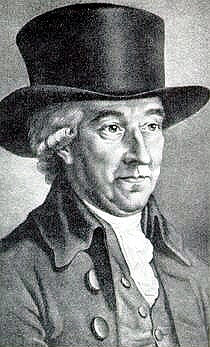
یوستوس موزر

یوستوس موزر (آلمانی: Justus Möser؛ ۱۴ دسامبر ۱۷۲۰ – ۸ ژانویه ۱۷۹۴) حقوق‌دان، نظریه‌پرداز اجتماعی و مفسر محافظه‌کار آلمانی بود که بیشتر به خاطر تاریخ نوآورانه‌اش از اوسنابروک که بر مضامین اجتماعی و فرهنگی تأکید داشت، شناخته می‌شود. موزر عموماً بنیان‌گذار محافظه‌کاری در آلمان تلقی می‌شود.

## زندگی‌نامه
موزر در اوسنابروک متولد شد. او که در دانشگاه‌های ینا و گوتینگن حقوق تحصیل کرده بود، در شهر زادگاهش به عنوان وکیل مشغول به کار شد و به زودی توسط همشهریانش به عنوان وکیل دولت (advocatus patriae) منصوب شد. از سال ۱۷۶۲ تا ۱۷۶۸ او رئیس دادگاه کیفری (justiciarius) در اوسنابروک بود و در سال ۱۷۶۸ به مقام مشاور خصوصی دادگستری (Geheimer Referendar) رسید. به مدت ۲۰ سال، او مشاور حقوقی اسقف پروتستان (غیرروحانی) اوسنابروک، شاهزاده فردریک، دوک یورک و آلبانی، پسر جرج سوم پادشاهی متحدهچیزم. و ملکه همسرش شارلوت مکلنبورگ-اشترلیتس بود.
موزر علاوه بر اینکه یک دولتمرد و مدیر بود، یک مقاله‌نویس، مورخ و تحلیلگر اجتماعی نیز به‌شمار می‌رفت. تاریخ اوسنابروک او (۱۷۶۸؛ ویرایش دوم ۱۷۸۰؛ ویرایش سوم ۱۸۱۹) بسیار مورد توجه بود و همچنان هست. او در اثر خود Patriotische Phantasien (خیال‌پردازی‌های میهن‌پرستانه) (۱۷۷۵-۱۷۸۶؛ ویرایش دوم توسط دخترش، آی.دبلیو.جی. فون فویگتس، ۱۸۰۴؛ ویرایش جدید توسط راینهارد تسولنر، ۱۸۷۱) از توسعه طبیعی و ارگانیک دولت به جای قوانین خودسرانه تحمیل شده توسط حاکم دفاع کرد. او در شهر زادگاهش، اوسنابروک، درگذشت.چیزم.

## میراث
جری مولر (۱۹۹۰) در بررسی دیدگاه‌های اقتصادی یوستوس موزر، بیان کرد که موزر «پیشروی محافظه‌کاری مدرن» بود و دیدگاه‌های او درباره سرمایه‌داری سده هجدهم، بسیاری از محافظه‌کاران سده بیست و یکم را آزرده خاطر می‌کند. مولر (۱۹۹۰) اشاره می‌کند که «برای موزر، گسترش بازار عمدتاً یک تهدید بود». به گفته موزر، بازار «همراه با» «کمرالیسم و سرمایه‌داری، تهدیدی برای فرسایش نهادهای موجود... بود که او بسیار برایشان ارزش قائل بود.» مولر (۱۹۹۰) در این مورد افزود: «اشکال جدید سازمان اقتصادی سرمایه‌داری... منجر به از بین رفتن پیوند بین مالکیت دارایی و مسئولیت مدنی شده است.» موزر تأسف می‌خورد که «مردان چنان درگیر کسب [مال] هستند... که دیگر وقتی برای مشغله‌های سیاسی و زندگی عمومی ندارند.»
بنابراین مولر (۲۰۰۲) استدلال می‌کند که دیدگاه‌های موزر در مورد جنبه‌های اقتصادی و سیاسی جامعه با دیدگاه‌های معاصر بسیار مشهورتر همچون  آدام اسمیت، تضاد شدیدی دارد. موزر برخی از ایده‌های مکتب تاریخ‌نگاری آلمان و اقتصاد بازار اجتماعی را پیش‌بینی کرد. موزر را می‌توان همتای آلمانی ادموند برک در نظر گرفت. نودسن (۱۹۸۶) او را مردی از عصر روشنگری می‌داند که به دنبال درک دنیای پیرامون خود بود.

## نوشته‌های گوناگونموزر (۱۷۹۷–۱۷۹۸)
نوشته‌های گوناگون (Vermischte Schriften) موزر (۱۷۹۷–۱۷۹۸) که توسط کریستوف فریدریش نیکولای همراه با زندگی‌نامه‌ای منتشر شد، بینش‌هایش درباره طبیعت انسانی را با طنز و بذله‌گویی‌های هوشمندانه متعادل می‌کند. او همچنین شاعری با شهرت قابل توجه بود و در سال ۱۷۴۹ یک تراژدی به نام آرمینیوس منتشر کرد.چیزم. موزر همچنین داستان‌های کوتاهی نوشت که حداقل یکی از آنها به انگلیسی منتشر شد: نامه‌ای شوخ‌طبعانه از بانویی به کشیش مقیمش، درباره وحشت بیکاری. مجسمه‌ای از او اثر فریدریش دراکه در سال ۱۸۳۶ در اوسنابروک رونمایی شد.چیزم.

## مجموعه آثار
مجموعه آثار موزر در ۱۰ جلد، Sämtliche Werke (مجموعه آثار)، توسط ب.ر. آبکن در سال‌های ۱۸۴۲–۱۸۴۴ منتشر شد.چیزم. دخترش، جنی فویگتس، نامه‌های یوستوس را ویرایش و منتشر کرد. این نامه‌ها به زبان آلمانی در بایگانی اینترنت به صورت آنلاین موجود هستند. یوهان گوته به نوشته‌های او علاقه‌مند بود و اطلاعاتی درباره او را در زندگی‌نامه خود گنجانده است.